# Cantón El Chaco
El Chaco es un cantón de la provincia del Napo (Ecuador), ubicado al norte de esta provincia. Su cabecera cantonal es la ciudad de El Chaco. Su población es de 7.960 habitantes, tiene una superficie de 3.473 km².  Su alcalde actual para el período 2019 - 2023 es el Ing. Álvaro Javier Chávez Vega.

## Historia
El Chaco, comienza a existir en tiempo del Gral. Eloy Alfaro; en su Gobierno para 1930 se dictó un decreto mediante el cual ciertas familias de Archidona se trasladaron a vivir en la zona de El Chaco y se les otorgó tierras para que colonicen esta nueva área, así llegan las familias Alvarado, siembran sus pequeñas chacras o carotambos, en ese tiempo se denominaba "Ranchería El Chaco".
En 1984 se conformó el comité pro cantonización de El Chaco, el 6 de diciembre de 1985, el Concejo Municipal del cantón Quijos, resuelve la posible creación del cantón El Chaco, y mediante decreto Legislativo No 094 del 26 de abril de 1988, publicado en el Registro Oficial No 943 del 26 de mayo, se procede a la creación del cantón El Chaco, con la cabecera cantonal El Chaco, y las parroquias Gonzalo Díaz de Pineda (El Bombón), Linares, Oyacachi, Sardinas y Santa Rosa.

## Límites
- Al norte con la provincia de Sucumbíos.
- Al sur con el cantón Quijos y la provincia de Orellana.
- Al este con la provincia de Orellana.
- Al oeste con la provincia de Pichincha.

## División política
El Chaco tiene seis parroquias:

### Parroquias urbanas
- El Chaco (cabecera cantonal)

### Parroquias rurales
- Gonzalo Díaz de Pineda (El Bombón)
- Linares
- Oyacachi
- Santa Rosa
- Sardinas

## Lugares Turísticos
- Gruta los Tayos
- Cascada Mágica (Río Malo)
- Cascada San Rafael
- Termas de Oyacachi
- Rafting
- Kayak
- Petroglifo de Linares
- Río Quijos-Oyacachi-Salado